# Jorge Bittar
Jorge Ricardo Bittar (Santos, 25 de outubro de 1948) é um político brasileiro. Possui formação superior em engenharia eletrônica e é filiado ao Partido dos Trabalhadores (PT) desde 1980. Foi candidato a prefeito do Rio de Janeiro em 1988 e 2004 e a governador do Rio de Janeiro em 1990 e 1994.

## Carreira
Engenheiro formado pelo Instituto Tecnológico de Aeronáutica (ITA). Durante 22 anos foi funcionário da Embratel, onde começou sua carreira sindical elegendo-se presidente do Sindicato dos Engenheiros do Rio de Janeiro.

### Carreira política
Sua carreira parlamentar teve início em 1992, quando foi eleito vereador com 125 mil votos - o vereador mais votado do país. Foi reeleito vereador em 1996 e, em 1998, eleito deputado federal, reelegendo-se em 2002 com 140 mil votos. Na Câmara dos Deputados, tem atuação nas áreas de Orçamento, Comunicações, Ciência, Tecnologia e Informática. É um dos deputados de maior expressão, segundo pesquisa do Departamento Intersindical de Assessoria Parlamentar (DIAP).
Organizador de dois livros sobre experiências petistas de governo - "O modo petista de governar" e "Governos estaduais: Desafios e avanços", foi secretário de Planejamento do Estado do Rio, cargo que exerceu de janeiro de 1999 a abril de 2000. Também foi secretário-geral do Partido dos Trabalhadores - partido que ajudou a fundar - e coordenador da bancada do PT. Foi relator do Orçamento da União de 2004, o primeiro a ser elaborado pelo Governo Lula, e membro da Comissão Especial da Reforma Tributária.
É relator na Comissão de Ciência e Tecnologia que pretende impor as cotas obrigatórias para conteúdo nacional nas TVs por assinatura em seu substitutivo ao projeto de lei nº 29 de 2007.
Em 14 de maio de 2015, assumiu a presidência da Telebras, empresa estatal no setor de telecomunicações.

### Mandatos
- Na legislatura como vereador, pela cidade do Rio de Janeiro, de 1993 a 1999
- Na legislatura como deputado federal, pelo estado do Rio de Janeiro, de 1999 a 2011